# HD 110458
HD 110458，又名CD-48 7608，SAO 223614、HR 4831，是一颗恒星，视星等为4.66，位于銀經301.43，銀緯14.03，其B1900.0坐标为赤經12h 37m 3.1s，赤緯-48° 14.03′ 49″。